# Gabriel Slonina
Gabriel Slonina (Addison, 2004. május 15. –) amerikai válogatott labdarúgó, az angol Barnsley játékosa kölcsönben a Chelsea csapatától.

## Pályafutása

### Klubcsapatokban
Slonina az Illinois állambeli Addison községben született. Az ifjúsági pályafutását a Chicago Fire akadémiájánál folytatta.
2021-ben mutatkozott be a Chicago Fire első osztályban szereplő felnőtt keretében. 2021. augusztus 5-én, a New York City ellen hazai pályán 0–0-ás döntetlennel zárult mérkőzésen debütált. 2022. augusztus 2-án hatéves szerződést kötött az angol első osztályban érdekelt Chelsea együttesével. A 2022-es szezon hátralévő részében a Chicago Fire csapatát erősítette kölcsönben.
2023. augusztus 10-én a belga KAS Eupenhez csatlakozzon egy szezonra kölcsönbe. 2024. augusztus 9-én egy szezonra szóló kölcsönszerződéssel csatlakozott a Barnsley csapatához.

### A válogatottban
Slonina az U15-ös, az U16-os, az U17-es és az U20-as korosztályú válogatottakban is képviselte Amerikát.
2023-ban debütált a felnőtt válogatottban. Először 2023. január 26-án, Szerbia ellen 2–1-es vereséggel zárult barátságos mérkőzésen lépett pályára. Tagja volt a 2024. évi nyári olimpiai játékokon résztvevő válogatottnak, de pályára nem lépett.

## Statisztikák
2022. szeptember 18. szerint
| Klub         | Szezon   | Osztály  | Bajnokság | Bajnokság | Kupa  | Kupa | Nemzetközi | Nemzetközi | Összesen | Összesen |
| Klub         | Szezon   | Osztály  | Meccs     | Gól       | Meccs | Gól  | Meccs      | Gól        | Meccs    | Gól      |
| ------------ | -------- | -------- | --------- | --------- | ----- | ---- | ---------- | ---------- | -------- | -------- |
| Chicago Fire | 2021     | MLS      | 11        | 0         | 0     | 0    | —          | —          | 11       | 0        |
| Chicago Fire | 2022     | MLS      | 32        | 0         | 0     | 0    | —          | —          | 32       | 0        |
| Chicago Fire | Összesen | Összesen | 43        | 0         | 0     | 0    | 0          | 0          | 43       | 0        |
| Összesen     | Összesen | Összesen | 43        | 0         | 0     | 0    | 0          | 0          | 43       | 0        |

### A válogatottban
| Válogatott       | Év       | Pályára lépés | Gól |
| ---------------- | -------- | ------------- | --- |
| Egyesült Államok | 2023     | 1             | 0   |
| Összesen         | Összesen | 1             | 0   |